# 五一九事件
五一九事件（中国大陆亦称為五一九惨案，香港称为五一九之役），是於1985年5月19日在中華人民共和國北京工人体育场进行的1986年世界盃亞洲区外圍賽，中国国家足球队在最後一輪只需在主場打平香港足球代表队即可晉身世界盃決賽周亚洲区预选赛下一轮，但香港足球代表队在比赛中以2：1的比分爆冷击败中国国家足球队，将中国淘汰出局后，北京發生大型球迷骚乱，為中国历史上首宗球迷骚乱事件。

## 背景
1986年世界杯外圍賽前
1986年世界杯亚洲区外圍賽是中国国家足球队第3次冲击世界杯足球赛资格，亦是香港足球代表队第4次冲击世界杯参赛资格。此前双方都未曾成功打入世界杯决赛圈。
1986年世界盃外圍賽将大洋洲賽區與亞洲分開，所有亞洲参赛球队分为东西亚两个区，而各区最终将各产生一支总共两支出线队伍代表亚洲参加1986年世界杯。故是次中國隊在外圍賽不須面對來自西亞及大洋洲的對手。中国队与香港队、文莱队和澳门队分入了亚洲区的第4A小组。
中国队在1982年世界盃外圍賽是唯一打入最後階段比賽的東亞球隊，本很大機會取得首兩名出線1982年世界杯足球赛决赛圈。但本來排第三名的新西蘭，在最後一場比賽作客以5-0大勝已篤定出局的沙特阿拉伯，最後與中國隊同分同得失球差，並列第二，須進行一場附加赛決定出線資格，結果中國以1-2负于新西兰，离1982年世界杯足球赛决赛圈仅差一步之遥。
在1984年亞洲盃足球賽上中国队获得亚军，是眾多東亞球隊中成績最好的。当时東亞地區的日本国家足球队仍是亞洲二流球隊，东亚最强最早崛起的韩国国家足球队在1982年世界盃外圍賽及1984年亚洲杯的小组赛出局；加上中國隊在1984年第三届尼赫鲁金杯赛曾战胜当时没有马拉多纳的阿根廷国家足球队，因此在不需要面對西亞和大洋洲球隊的1986年世界杯外圍賽，被认为是中国队冲击世界杯的最佳机会。
外圍賽過程
1985年2月17日，第4A小组比赛开始进行，在双方于香港政府大球场的首回合交锋中，两队相持90分钟最终0：0互交白卷。
| 1985年2月17日 |

| 香港 | 0 – 0    | 中國 |
| ---- | -------- | ---- |
|      | 比赛报告 |      |

| 英屬香港政府大球场 · 觀眾人數：20,935 · ：Maidin Bin Singah (新加坡) |

而在后来双方与文莱及澳门的小组赛中，两队都是以全胜战绩一路过关斩将，战至最后一轮，中国队和香港队同樣4勝1和得9分，而中国队则以6净胜球优势暂时领先排名第一。最后一场只要在主场工人体育场同香港战平即可确保小组出线。
| 颜色注释     |
| ------------ |
| 丧失出线资格 |

|   | 队伍 | 场 | 胜 | 平 | 负 | 进 | 失 | 净  | 分 |
| - | ---- | -- | -- | -- | -- | -- | -- | --- | -- |
| 1 | 中國 | 5  | 4  | 1  | 0  | 22 | 0  | +22 | 9  |
| 2 | 香港 | 5  | 4  | 1  | 0  | 17 | 1  | +16 | 9  |
| 3 | 澳門 | 6  | 2  | 0  | 4  | 4  | 15 | −11 | 4  |
| 4 |      | 6  | 0  | 0  | 6  | 2  | 29 | −27 | 0  |

## 比赛日
赛前布置
赛前，中國國內无论媒体还是球迷，或是足球界人士都认为中国队拿下此役不在话下，甚至认为没必要让主帅曾雪麟观摩对方排兵布阵，加上受前年中英联合声明时舆论氛围影响，要挫下英国锐气。为此，他派出了一个以攻击为主的阵型，场上队员與1985年5月12日在工体6-0大胜澳门队的配置完全相同，并且在同澳门队的比赛中场上的11名球员都打满全场。就在那三小时的赛前准备会上，曾雪麟受上面领导命令要求队员在前15分钟内必须进球，不得打平 。
香港队主教练郭家明事前观看了中国队比赛时布阵后，在赛前訪话称中国队赢下香港没有问题，不过在训练中却加紧了定位球的训练，赛前指导中也着重要求球员在比赛中要尽量把节奏放慢。
比赛过程
开球后，中国队便向香港队球门发起猛攻，但是并未获得太大收获。第18分钟，香港获得一个前场任意球，胡國雄撥交张志德遠射命中，香港1 : 0暂时领先。
第31分钟，中国队杨朝晖20米开外一脚远射被香港门将陈云岳扑出，李辉门前凌空补射扳平1:1，雙方亦以此比數完成上半場，形勢對賽和亦可出線的中國隊有利。
但下半场开球后，中国队依然全力向香港队球门发难，却在第60分钟时被香港队打反击，刘荣业在禁区内造成混乱，中国队後衛铲球未果，后排插上的顾锦辉劲射打入一球，香港2 : 1再次在客场领先中国队。
在再次取得领先后，香港队马上进行密集防守并有意消磨时间，以圖保持勝果至完場。中国队在24 : 5的全场射门比率面前却无法攻破香港大门，11次角球也未能建功，最终在补时5分钟后，裁判吹响了终场哨，香港队在客场战胜了中国队，获得了第4A小组的小组第一名出线，而中国队只能接受被淘汰出局的命运。
| 1985年5月19日 CST UTC+8 |

| 中國     | 1 – 2 | 香港                    |
| -------- | ----- | ----------------------- |
| 李辉 31' |       | 张志德 19' · 顾锦辉 60' |

| 中国北京工人体育场 · 觀眾人數：7万到8万左右 · ：梅尔文·J·维克多·德索萨 (印度) |

| 中国 | 香港 |

| 中國：  |    |           |     |     |
|         |    |           |     |     |
| GK      | '  | 路建人    |     |     |
| DF      | '  | 吕洪祥    |     |     |
| DF      | '  | 林乐丰    |     |     |
| DF      | '  | 贾秀全    |     |     |
| DF      | '  | 朱波      |     |     |
| MF      | '  | 王惠良    |     | 70' |
| MF      | '  | 杨朝晖    |     |     |
| MF      | '  | 林强      |     |     |
| FW      | '  | 左树声(c) |     | 38' |
| FW      | 10 | 李辉      | 64' |     |
| FW      | 7  | 古广明    |     |     |
| 替补:   |    |           |     |     |
| FW      |    | 李华筠    |     | 38' |
| FW      |    | 赵达裕    |     | 70' |
| 主教练: |    |           |     |     |
| 曾雪麟  |    |           |     |     |

| 香港：     |    |            |     |     |
|            |    |            |     |     |
| GK         |    | 陈云岳     |     |     |
| CWP        | 2  | 梁帅荣 (c) |     |     |
| CB         |    | 赖罗球     |     |     |
| CB         | 19 | 顾锦辉     |     |     |
| RWB        | 14 | 张志德     |     |     |
| LWB        |    | 余国森     | 21' |     |
| RM         |    | 刘荣业     |     |     |
| CM         |    | 黄国安     |     |     |
| CM         | 13 | 胡國雄     |     |     |
| LM         |    | 陈发枝     |     | 73' |
| CF         |    | 尹志强     |     | 85' |
| 替补:      |    |            |     |     |
| DF         |    | 譚耀華     |     | 73' |
| DF         |    | 李菲臘     |     | 85' |
| 主教练:    |    |            |     |     |
| 郭家明 MBE |    |            |     |     |

## 结果及其影响
小组赛结果及其后续
六轮比赛结束后，香港因为积11分出线进入下一轮，而中国队仅积9分而遭到淘汰，第3次冲击世界杯失败。
| 颜色注释           |
| ------------------ |
| 出线进入下一轮比赛 |

|   | 队伍 | 分 | 场 | 胜 | 平 | 负 | 进 | 失 | 净  |
| - | ---- | -- | -- | -- | -- | -- | -- | -- | --- |
| 1 | 香港 | 11 | 6  | 5  | 1  | 0  | 19 | 2  | +17 |
| 2 | 中國 | 9  | 6  | 4  | 1  | 1  | 23 | 2  | +21 |
| 3 | 澳門 | 4  | 6  | 2  | 0  | 4  | 4  | 15 | −11 |
| 4 |      | 0  | 6  | 0  | 0  | 6  | 2  | 29 | −27 |

而后的外圍賽淘汰赛中，香港队遭遇日本队，两回合总比分1: 5爆冷负于未崛起的日本，无缘墨西哥世界杯决赛圈。
| 1985年8月11日 | 日本                                         | 3 – 0 | 香港 | 日本神户綜合運動公園世大運紀念競技場 |
|               | 木村和司 (p) 10' · 原博實 11' · 水沼貴史 53' |       |      | ： Gurkan (菲律宾)                   |

| 1985年9月22日 | 香港       | 1 – 2 | 日本                      | 英屬香港政府大球場        |
|               | 尹志强 80' |       | 木村和司 45' · 原博實 89' | ： Lee Kok Leong (新加坡) |

最後日本隊亦在東亞區外圍賽決賽两回合总比分1: 3敗給南韓，結果南韓取得東亞區的出線席位，迄今連續十屆晉級世界盃決賽周。
| 1985年10月26日 | 日本         | 1 – 2 |                         | 日本東京國立競技場            |
|                | 木村和司 43' |       | 鄭龍煥 30' · 李泰昊 42' | ： Maidin Bin-Singah (新加坡) |

| 1985年11月3日 |            | 1 – 0 | 日本 | 漢城奧林匹克體育場           |
|               | 許丁茂 61' |       |      | ： Thman Bin Omar (馬來西亞) |

北京球迷骚乱
赛后，失望的中国球迷开始失去理智，先是從看台上向球場投擲雜物，之後一些球迷开始在球場外搗亂，足球流氓掀翻了球队大巴，並且沿街破坏物品。一些球迷甚至来到了运动员楼下要求曾雪麟出来和他们对话，而后开始要求时任中國足协主席的李凤楼同他们对话。
第二日中央报刊人民日报消息称事件中共有127人遭到警方逮捕，当时新闻联播也对这场足球骚乱进行了报道。
曾雪麟辭職
曾雪麟因为在小组赛最后一轮负于香港而未能小组出线，于当年5月30日引咎辞职。
国足形象直插谷底
519足球可说是国足形象的转折点，此前国足素有“志行风格”，此后过往水平及成绩在此事件之后被一一否定，自此以后国足成为民众唾骂的象征，国足球员保守主义也抬头，踢球方式变得不像以往积极自信。
30周年紀念
香港於2015年慶祝五一九30周年，先於賀歲盃足球賽舉行一場紀念賽，再於5月19日當晚於九龍塘舉行30周年晚宴。主辦晚宴的當年香港隊領隊余錦基計劃邀請著名國際足球名宿來港，舉行一場元老球星經典賽，後因6月15日胡國雄喉癌病逝而擱置。。

### 新闻报道
- 《大公報》，1985年5月20日，第3張第9版
- 《華僑日報》，1985年5月20日，第3張第1頁
- 新聞檔案－五一九之役，香港無綫電視，2011年5月19日